# The Daily Show
A The Daily Show amerikai szórakoztató talk-show, amelyet Madeleine Smithberg és Lizz Winstead készített. A sorozat a hírműsorok és a késő esti talk-show-k szatírája. Évtizedes története alatt sok műsorvezetője volt, a leghosszabb ideig Jon Stewart volt a házigazda. Jelenleg Trevor Noah a műsorvezető. A Daily Show arról is híres, hogy sokszor még önmagát is kiparodizálja, és a politikát sem hagyja humor nélkül. Nagyon sikeresnek számít ez a műsor, ennek hatására Stephen Colbert-tel egy úgynevezett spin-off is készült, The Colbert Report címmel. A The Daily Show-t a Comedy Central vetíti a világ minden táján. Jelenleg 3581 epizódja van. Fél óráig tart egy epizód. 1996. július 22.-én indult el ez a sorozat, és máig is fut. Magyarországon 2008-ban adta a műsort a Comedy Central, feliratozva. A társműsort, a Colbert Report-ot is a Comedy Central sugározta itthon, szintén felirattal. A The Daily Show-t nagy népszerűsége miatt más országok is másolták, több-kevesebb sikerrel. Két könyv is készült, amiket Jon Stewart és a sorozat írói készítettek, szintén szatirikus jelleggel. Nem volt lefordítva magyarra a cím.